# Sid Barras
Sidney Barras, dit "Sid", né le 3 avril 1948 à Middlesbrough, est un coureur cycliste britannique, professionnel de 1970 à 1987. 

## Biographie
En 1999, Sid Barras est directeur sportif de l’équipe britannique de division 3 de l’UCI.
Il a terminé 3e au Championnat du Monde sur Route des Masters en Autriche en 2008.
En 2010, il fait partie des membres qui inaugurent le British Cycling Hall of Fame.
Il devient directeur sportif de l'Équipe cycliste NFTO en 2014 avec laquelle il participe au Tour de Drenthe 2016.

## Palmarès
- 1970
  - Londres-Holyhead
- 1971
  - 2e aux Championnats de Grande-Bretagne de cyclisme sur route
  - 2e du Tom Simpson Memorial Grand Prix
- 1972
  - Davies & Jeggo Motors, Road Race
- 1973
  - 1re étape du Tour de Suisse
  - Tom Simpson Memorial Grand Prix
- 1974
  - Tom Simpson Memorial Grand Prix
- 1975
  - Tom Simpson Memorial Grand Prix
  - Davies & Jeggo Motors, Road Race
- 1976
  - Grand Prix de Manchester
  - Davies & Jeggo Motors, Road Race
  - 2e aux Championnats de Grande-Bretagne de cyclisme sur route
- 1977
  - Tour d'Écosse
  - Londres-Holyhead
  - 2e du Grand Prix de Manchester
- 1978
  - 3e de Davies & Jeggo Motors, Road Race
- 1979
  -  Championnats de Grande-Bretagne de cyclisme sur route
  - Grand Prix de Manchester
- 1980
  - Tom Simpson Memorial Grand Prix
- 1981
  - Grand Prix de Manchester
- 1983
  - Davies & Jeggo Motors, Road Race
  - 2e du Grand Prix de Manchester
- 1985
  - 5e étape du Sealink International Grand Prix
- 1986
  - 3e du Tom Simpson Memorial Grand Prix